# L'Auberge du péché
Pour plus de détails, voir Fiche technique et Distribution.
L'Auberge du péché est un film français de Jean de Marguenat sorti en 1949.

## Synopsis
L' histoire commence sous un soir d'orage, où un mystérieux voyageur blessé se rend au café Rallier, surnommé dans le pays « L'Auberge du Péché » et confie à la servante des lieux, un sac contenant une fortune. Ce voyageur est assassiné et les propriétaires de l'auberge-café la famille " Rallier " sont soupçonnés ainsi que la servante, mais cette dernière est à son tour assassinée le soir même. Un commissaire en vacances dans la région accompagné du notaire du coin, se lancent dans l'enquête.

## Fiche technique
- Titre : L'Auberge du péché
- Réalisation : Jean de Marguenat
- Scénario : Charles de Grenier, d'après le roman Café noir de Georges-André Cuel
- Dialogues : Georges-André Cuel et Georges Reville
- Photographie : Charles Bauer
- Musique : Henri Verdun
- Décors : Robert Dumesnil et Roland Quignon
- Costumes : Irène Brengard
- Directeur de production : Charles de Grenier Becker
- Société de production : Simoun Films, Pathé Consortium Cinéma (SNPC)
- Société de distribution :
- Pays de production :  France
- Langue de tournage : Français
- Format : Noir et blanc — 35 mm — 1,37:1 — Son : Mono
- Genre : Film dramatique, Policier
- Durée : 108 minutes
- Date de sortie : 
  - France : 15 décembre 1949

Sources : Fond. JérômeSeydoux et IMDb

## Distribution
- Ginette Leclerc : Gilberte / Laura
- Jean-Pierre Kérien : Briquet
- Édouard Delmont : Rallier
- Jean Parédès : Jacques
- André Valmy : Pierre Goulet
- Alice Tissot : Mme Rallier
- Christiane Barry : la Follette
- Madeleine Suffel
- Georges Paulais
- Marcel Rouzé
- Eugène Stuber
- Robert Lussac : Le juge